# Roek (schip, 1930)
De Roek is een Nederlandse stoomsleepboot. Volgens het Nationaal Register Varende Monumenten is het een varend monument, onder nummer 589.

## Geschiedenis
- 1930.08.18 Gedoopt: JACOMIEN voor Scheepvaart Maatschappij Maas & Waal (Fransen), Dordrecht.
- 1960.03.26 Verkocht aan Handel- en Scheepvaart Maatschappij Grahus V.o.F., Rotterdam.
- 1960.04.07 Verkocht aan J. van Driel, Rotterdam. In beheer bij: Stoomsleepdienst Maas N.V., Rotterdam.
- 1960.05.13 Herdoopt: ROEK
- 1970 Verkocht aan Kauffeld, Roermond.
- 1972.02.09 Verkocht aan R. Visser, Amsterdam.
- 1979.12.17 Verkocht aan J.Th. Mos, Enkhuizen.
- 1980.12.17 Verkocht aan Wm. Murphy Jr., Miami, Florida.
- 1988 Overgedragen aan Hawser Holland B.V (Wm. Murphy Jr. & J. Th. Mos), Enkhuizen.
- 2008.05.01 Overgedragen aan J.Th. Mos, Enkhuizen.
- 2012.05.11 Verkocht aan D.A.A. Kanon, Ermelo.